# Gymnomyza
Gymnomyza är ett fågelsläkte i familjen honungsfåglar inom ordningen tättingar. Släktet omfattar fyra arter som förekommer i västra Stilla havet på Nya Kaledonien, i Samoa samt i Fiji:
- Gulnäbbad honungsfågel (G. viridis)
- Duetthonungsfågel (G. brunneirostris)
- Samoahonungsfågel (G. samoensis)
- Kråkhonungsfågel (G. aubryana)

DNA-studier visar att arterna i släktet inte är varandras närmaste släktingar där alla utom kråkhonungsfågeln är närmare arterna i Foulehaio. Detta har ännu inte lett till några förändringar bland de större taxonomiska auktoriteterna.